# Après lui, le déluge
Série
Monte là-d'ssus
(1961)
Pour plus de détails, voir Fiche technique et Distribution.
Après lui, le déluge (Son of Flubber) est un film américain en noir et blanc réalisé par Robert Stevenson, sorti en 1963.
C'est la suite du film Monte là-d'ssus, sorti en 1961.

## Synopsis
La suite des aventures du professeur Ned Brainard qui a inventé le Plaxmol (Flubber). La découverte du Plaxmol par le professeur Ned Brainard n'a pas apporté la richesse qu'il escomptait pour lui ou son lycée. Le Pentagone a déclaré que sa découverte est d'un niveau secret très élevé et le fisc l'a abasourdi avec une énorme feuille d'impôts bien qu'il n'ait encore pas touché un centime. De plus l'homme d'affaires Alonzo P. Hawk cherche à acheter le Medfield College.
Il pense avoir trouvé la solution avec le Flubbergas (le fils de Flubber) qui peut changer le temps. Il aide aussi l'équipe de football de l'université Medfield à gagner un match, mais il provoque un malheureux effet secondaire : il brise le verre, forçant  Brainard à fuir. À la maison, sa femme Betsy est jalouse de l'attention que lui porte une ancienne petite amie du lycée.

## Fiche technique
Sauf mention contraire, les informations proviennent des sources suivantes : Leonard Maltin, John West, IMDb et Allociné
- Titre original : Son of Flubber
- Titre français et québécois : Après lui, le déluge
- Réalisation : Robert Stevenson assisté de Joseph McEveety, Tom Leetch (non crédité) et Arthur J. Vitarelli (seconde équipe)
- Scénario : Don DaGradi et Bill Walsh, d'après une histoire de Samuel W. Taylor, d'après l'oeuvre Danny Dunn de Ray Ashley et Jay Williams (non crédité)
- Musique : George Bruns
- Direction artistique : Carroll Clark et William H. Tuntke
- Décors : Hal Gausman et Emile Kuri
- Costumes : Bill Thomas (non crédité), Gertrude Casey et Chuck Keehne
- Photographie : Edward Colman
- Son : Robert O. Cook, Lyndsey Schenk et Dean Thomas
- Montage : Cotton Warburton
- Producteur : Walt Disney (non crédité)
  - Production associée : Ron Miller
  - Coproduction : Bill Walsh
- Société de production : Walt Disney Productions
- Sociétés de distribution :Buena Vista Distribution Company (États-Unis) ; Walt Disney Productions (France)
- Budget : n/a[5]
- Pays de production :  États-Unis
- Langue originale : anglais
- Format : noir et blanc — 35 mm — 1,33:1 (Format 4/3 / Super Panavision 70) — son : Mono (RCA Sound Recording)
- Genres : comédie familiale, science-fiction
- Durée : 100 minutes
- Dates de sortie[6] :
  - États-Unis : 16 janvier 1963[7] ; 18 janvier 1963[8]
  - France : 31 octobre 1964/>
- Classification :
  - États-Unis : tous publics (G - General Audiences)
  - France : tous publics[9]

## Distribution
- Fred MacMurray : professeur Ned Brainard
- Nancy Olson : Elizabeth 'Betsy' Brainard
- Keenan Wynn : Alonzo P. Hawk
- Tommy Kirk : Biff Hawk
- Elliott Reid : prof. Shelby Ashton
- Joanna Moore : Desiree de la Roche
- Leon Ames : le président Rufus Daggett
- Ed Wynn : A.J. Allen
- Ken Murray : M. Hurley
- Charles Ruggles : le juge Murdock
- William Demarest : M. Hummel
- Bob Sweeney : M. Harker
- Paul Lynde : Sportscaster
- Stuart Erwin : Wilson, entraineur
- Edward Andrews : defense secretary
- Alan Hewitt : procureur
- Leon Tyler : Humphrey
- Forrest Lewis : Officier de police Kelly
- James Westerfield : Officier de police Hanson
- Alan Carney : referee
- Lee Giroux : newscaster
- Jack Albertson : M. Barley
- Eddie Ryder : M. Osborne
- Harriet MacGibbon : Mme Daggett
- Berverly Wills : la femme dans la pub télévisée
- Wally Boag : man in television commercial
- Walter Elias Disney Miller[10] : baby in television commercial
- Joe Flynn : l’annonceur dans la pub télévisée
- Harvey Korman : le mari dans la pub télévisée
- Mari Lynn : l'épouse dans la pub télévisée
- Belle Montrose : la mère dans la pub télévisée
- Henry Hunter : l'amiral
- Hal Smith : le barman
- J. Pat O'Malley : sign painter
- John Olsewski : Rutland football player #15
- Norman Grabowski : Rutland football player # 33
- Gordon Jones : Rutland, entraineur de football
- Lindy Davis : newsboy, first hobgoblin
- Darby Hinton : second hobgoblin
- Hope Sansberry : la secrétaire
- Byron Foulger : le propriétaire
- William H. O'Birien : attendant
- Jack Rice : second juror
- Dal McKennon : first juror
- Burt Mustin : premier huissier
- Ned Wynn : Rutland student manager
- Brad Morrow : first football player
- Robert Shayne : assistant of defense attorney

Sauf mention contraire, les informations proviennent des sources suivantes : Leonard Maltin, Dave Smith, John West

### Voix françaises
- Claude Peran : prof. Ned Brainard
- Nelly Benedetti : Elizabeth 'Betsy' Brainard
- Jean-Henri Chambois : Alonzo P. Hawk
- Richard Francœur : A.J. Allen
- Maurice Pierrat : président Rufus Daggett
- Jacques Hilling : Mr. Hurley
- Jacques Thébault : prof. Shelby Ashton
- Albert de Médina : Mr. Harker
- Michelle Bardollet : Desiree de la Roche
- Yves Brainville : ministre de la défense
- Bernard Dhéran : procureur
- Michel Gudin : présentateur télé
- Paul Ville : huissier de justice

## Sorties cinéma
Sauf mention contraire, les informations suivantes sont issues de l'Internet Movie Database.
- États-Unis : 16 janvier 1963
- Danemark : 21 août 1963
- Finlande : 30 août 1963
- Espagne : 25 novembre 1963
- Suède : 23 mars 1964
- Allemagne de l'Ouest : 7 août 1964
- Japon : 8 août 1964, 4 décembre 1971
- Autriche : 28 août 1964
- France : 31 octobre 1964
- Mexique : 12 novembre 1964
- Uruguay : 1er janvier 1965
- Pays-Bas : 1965

## Origine et production
Le studio Disney n'avait jamais envisagé la production d'une suite à l'un de ses longs métrages, sauf sous la forme de téléfilms mais avec le succès de Monte là-d'ssus (1961) change la donne. Ce film basé sur des inventions loufoques et des effets spéciaux offre une formule aisément reproductible donc une suite est rapidement prévue. Le principe de formule est à prendre au sens strict, l'équipe ayant analysé les éléments ayant bien fonctionné dans le premier opus et les a reproduit dans le second au point que les acteurs mêmes de second rôle ont été repris. Parmi les scènes qui semblent copiées-collées, on peut évoquer la voiture volante pour rejoindre la soirée costumée au lieu du mariage, le match de football similaire au match de basketball du premier opus. Étrangement plusieurs des acteurs interprétant les sportifs sont les mêmes que dans Monte là-d'ssus, probablement une reconversion.
À la différence du premier opus, le film est moins centré sur la voiture dopée au Plaxmol et comporte donc autres effets spéciaux. Le film comporte quelques nouveautés comme la promotion publicitaire à la télévision de produits basés sur le plaxmol. Techniquement le film comporte plusieurs effets spéciaux comme la pluie en intérieur, le verre qui se brise, le sol rebondissant les plantes sur-dimensionnées ou les acteurs volants. Mais aucune ne sont des nouveautés plusieurs autres films ayant déjà fait usage de tels trucs. Selon les producteurs, l'utilisation de câbles pour suspendre les acteurs obligeait le tournage en noir et blanc de  Monte là-d'ssus, choix reproduit avec Après lui, le déluge mais comme l'atteste Mary Poppins (1964), un tournage en couleur était possible quelques années après.
Pour la scène du match de football américain, l'équipe de tournage a dû reproduire dans un studio une section des gradins et une grande partie du terrain afin de pouvoir réaliser les effets spéciaux en intérieur, ce qui perturba les joueurs professionnels engagés pour faire l'équipe affrontant celle du Medfield College. Cette reconstitution avait pour but de réduire les coûts de production mais utilise le plus grand des plateaux du studio Disney. Le terrain reproduit ne faisait que la moitié d'un terrain normal et seulement un tiers était utilisable pour filmer. Seule une partie du terrain était couvert d'herbe avec de la terre, le reste étant du gazon synthétique Les spectateurs étaient des peintures sur un mur avec quelques éléments découpés. Cette utilisation a fait bondir les membres du syndicat des figurants. Ce lieu fictif est aussi visible dans L'Ordinateur en folie (1969), Pas vu, pas pris (1972) ou L'Homme le plus fort du monde (1975). Pour faire gonfler Humphrey Vitarelli a du dissimuler le tuyau amenant l'air à la fois sur l'acteur et derrière ses jambes mais l'arrivée au sol restait un problème jusqu'à ce qu'il la masque avec une touffe d'herbe. Les acteurs ont aussi utilisé des cordes élastique à la place des béliers pour plus de libertés de mouvements.
Pour la scène de la voiture inondée durant la fête d'Halloween, deux véhicules ont été nécessaires, la première normale être conduite sur la route et la seconde avec des vitres doublées qui contenaient l'eau et un jet d'eau pour éclabousser, mais comme le précise Arthur J. Vitarelli, l'intérieur du véhicule était sec. Un troisième véhicule presque totalement artificiel a été utilisé en studio pour être rempli d'eau car aucune voiture ni ses pneumatiques ne supporterait son volume en eau. Les pneus étaient en béton et le reste solidement attaché au sol.

## Sortie et accueil
Le film a récolté 9 millions d'USD lors de sa sortie aux États-Unis. Ce succès modéré renforce le studio dans son idée de produire des séries de films. Après lui, le déluge fait partie des nombreux films scénarisés par Bill Walsh qui ont été des succès commerciaux profitables et populaires pour le studio dans les années 1960 au côté de Quelle vie de chien ! (1959), Monte là-d'ssus (1961), Mary Poppins (1964), L'Espion aux pattes de velours (1965) et Lieutenant Robinson Crusoé (1966).
Mais la plupart des critiques considère cette suite comme moins bonne que le premier opus. Bosley Crowther du New York Times écrit que c'est un bon divertissement, ... c'est cinglé, dans l'esprit des comédies des années 1930 mais marrant. Le Time recommande le film pour tout personne souhaitant rire comme des comédies d'antans.
Le personnage d'Alonzo Hawk apparaît dans Monte là-d'ssus et sa suite Après lui, le déluge mais aussi dans Un nouvel amour de Coccinelle (1974). Dave Smith et John West notent la présence de Walter Elias Disney Miller, fils de Diane Marie Disney et Ronald William Miller et petit-fils de Walt Disney,.
Le film a été édité en vidéo en 1984.

## Nominations
Source : Internet Movie Database
- Laurel Awards 1963 :
  - Meilleur film de comédie
  - Meilleur acteur de comédie pour Fred MacMurray

## Analyse
Watts écrit que Après lui, le déluge est l'une des nombreuses comédies à budget modéré attirant le public avec de l'humour et souvent les mêmes acteurs produites après le succès de Quelle vie de chien ! (1957). Pour Leonard Maltin, l'usage de la « formule » de Monte là-d'ssus ne fonctionne pas car Après lui, le déluge ne contient pas d'histoire, les éléments ayant du mal à s'ajuster ensemble, que ce soit la pluie artificielle qui brise le verre, ou le retour d'un ancien amour d'école. Le film possède donc une bonne part de folie mais reste mal agencé. Pour John West le film est un bon divertissement avec des effets spéciaux étonnants et une satire délicieuse. La meilleure scène selon West est celle où le professeur inonde la voiture d'Ashton avec son pistolet durant la fête d'Halloween, son ami étant déguisé en Roi Neptune.
La force du film réside dans les scènes mais de manières individuelles telle que celle où Keenan Wynn dans son bureau totalement en verre subit l'effet secondaire de la pluie artificielle. Un autre point fort du film est sa distribution, un regroupement d'acteurs comiques pour la plupart sous contrat avec les studios Disney dans les années 1960. Cette forte présence de « l'écurie Disney » a pour but de s'assurer qu'avec leur présence familière pour le public chaque situation provoque des éclats de rires. Critiqué pour une caricature du colporteur juif dans Les Trois Petits Cochons (1933), le studio Disney a toutefois présenté de nombreux personnages adorables de juif typique tel que l'Oncle Albert dans Mary Poppins, le chef des pompiers dans Monte là-d'ssus (1961), le juge du concours agricole dans Après lui, le déluge (1963) ou le fabricant de jouer dans Babes in Toyland (1961) interprété par Ed Wynn.
Steven Watts écrit que Monte là d'ssus et sa suite Après lui, le déluge présentent le gouvernement américain comme une collection de bouffons mesquins qui sous-estime et harcèle l'inventeur excentrique. Un pilote dans la Lune (1962) présente une variation de ce thème sur les forces militaires, le FBI et les agents secrets américains et britanniques.